# Seznam zápasů lotyšské fotbalové reprezentace na Mistrovství Evropy
Lotyšská fotbalová reprezentace byla celkem 1x na mistrovstvích Evropy ve fotbale a to v roce 2004.
- Aktualizace po ME 2004 – Počet utkání – 3 – Vítězství – 0x – Remízy – 1x – Prohry – 2x

| Číslo | Soupeř     | Výsledek | ME      | Fáze turnaje       | Góly Lotyšska      |
| ----- | ---------- | -------- | ------- | ------------------ | ------------------ |
| 1.    | Česko      | 1 – 2    | ME 2004 | základní skupina D | Māris Verpakovskis |
| 2.    | Německo    | 0 – 0    | ME 2004 | základní skupina D | Ne                 |
| 3.    | Nizozemsko | 0 – 3    | ME 2004 | základní skupina D | Ne                 |